# Kościół Podwyższenia Krzyża Świętego w Płazie
Kościół Podwyższenia Krzyża Świętego – rzymskokatolicki kościół parafialny, znajdujący się w miejscowości Płaza, w gminie Chrzanów województwa małopolskiego.
Położona w centrum miejscowości jednonawowa, orientowana świątynia powstała w XVI wieku. Jej budowę ukończono w 1576 roku.
We wczesnobarokowym ołtarzu głównym umieszczony jest obraz Pana Jezusa Ukrzyżowanego, dzieło Bronisława Abramowicza z 1885 r. Po bokach ołtarza znajdują się drewniane rzeźby przedstawiające św. Apostołów Piotra i Pawła. Ołtarze boczne powstały w XVIII wieku.
Po lewej stronie prezbiterium znajduje się drewniana, barokowo-klasycystyczna ambona z figurą św. Michała Archanioła.
Dach kościoła wieńczy barokowa sygnaturka z dzwonem wykonanym w 1850 r.
Teren wokół kościoła otoczony jest niewysokim murem z wapienia.

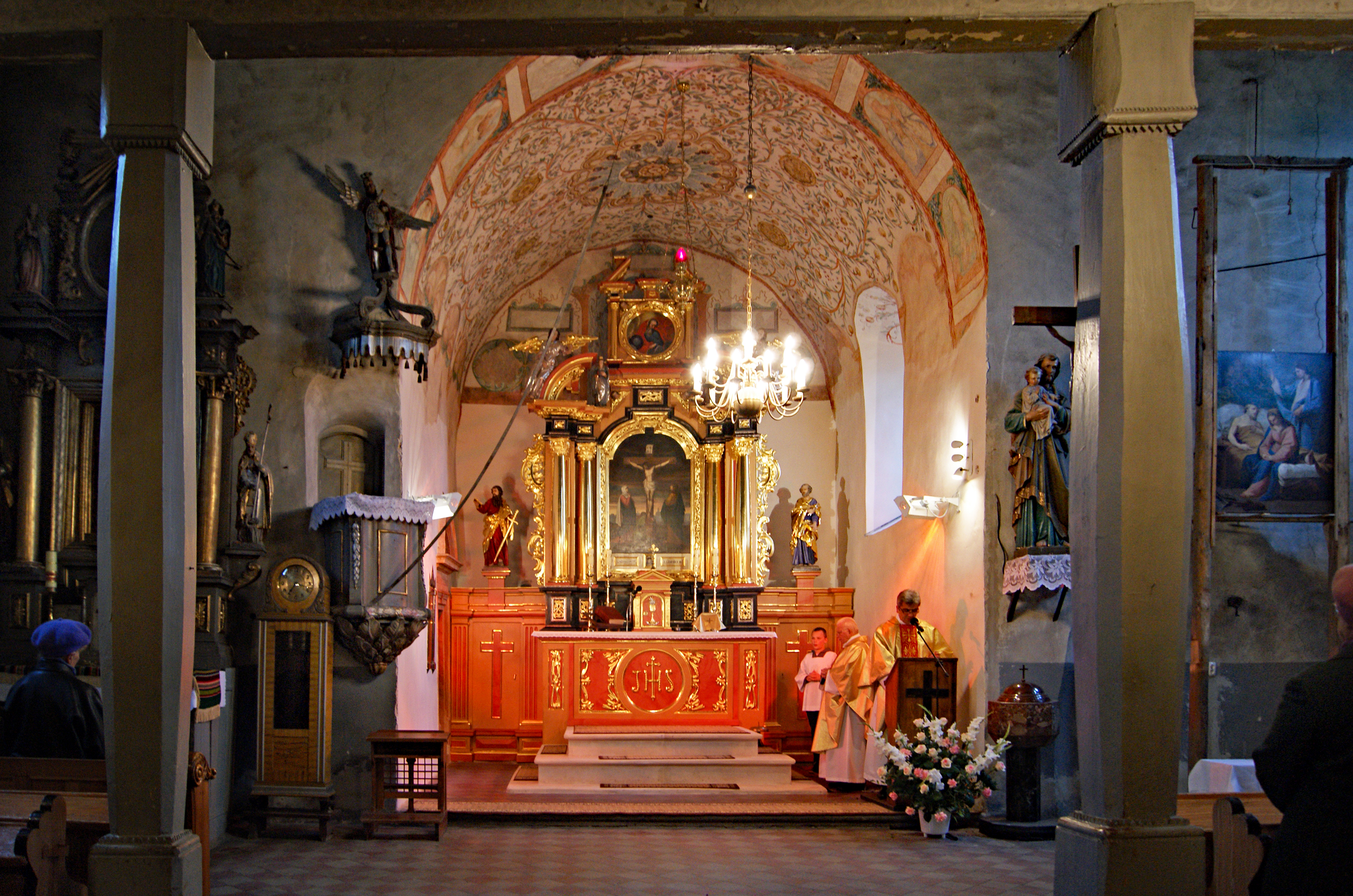
Wnętrze kościoła